# Gimnasio "Santiago V. González"
El Gimnasio "Santiago V. González" fue la sede del equipo de baloncesto Águilas de Piedras Negras que participó en el Circuito de Básquetbol del Noreste; ubicado en Piedras Negras, Coahuila, México.

## Historia
El Gimnasio "Santiago V. González" fue construido en el año de 1982 como un proyecto enfocado principalmente para la niñez de la ciudad, tan noble proyecto fue conformado por la visión de su benefactor don Santiago V. González y en honor a él se nombra dicho recinto. Don Santiago V. González fue reconocido por su calidez humana y por su preocupación constante en mejorar su ciudad; existen también gracias a él la "Unidad Deportiva Santiago V. González" y la "Escuela para alumnos de lento aprendizaje", recintos que en su totalidad fueron donados por él.
El Gimnasio tiene una capacidad para 6,500 personas y no es sólo la “Casa de los Bravos”, ya que ha servido también para dar albergue a los damnificados cuando la ciudad se ha visto devastada por desastres naturales (Granizadas, Tornados e Inundaciones).
En su momento fue la sede de los Bravos de Piedras Negras, equipo que participó en la Liga Nacional de Baloncesto Profesional de México.

## Eventos
Este recinto ha sido sede de grandes espectáculos de figuras de la talla de Vicente Fernández y Alejandra Guzmán, entre otros.